# Бахчешехир I
„Бахчешехир I“ (на турски: Bahçeşehir 1. Kısım) е квартал на Истанбул, разположен в околия Башакшехир. Общата му площ е 8,3 км2. Според данни на Адресната система за регистриране на населението (ABPRS) към 2023 г. населението на „Бахчешехир I“ е 36 693 жители.